# Dishonored: Death of the Outsider
Dishonored: Death of the Outsider (укр. Збезчещений 2: Смерть Чужого) — пригодницька відеогра 2017 року, розроблена Arkane Studios і випущена Bethesda Softworks окремим пакетом доповнення 15 вересня 2017 року для Windows, PlayStation 4 і Xbox One.
Дія гри відбувається в прибережному місті Карнака після подій Dishonored 2. У ній розповідається про колишню вбивцю Біллі Лерк (озвучена Розаріо Довсон), яка возз'єднується зі своїм наставником Даудом (озвучений Майклом Медсеном), щоби вбити таємничу сутність, відому як Чужий. Гра ведеться від першої особи, гравець має доступ до різноманітних надприродних здібностей для виконання місій різними способами.
Dishonored: Death of the Outsider є самостійним доповненням до гри Dishonored 2 — для його запуску не потрібна наявність оригінальної гри.
За словами керівника Arkane Гарві Сміта, на відміну від героїв попередніх ігор, які отримували свої надприродні сили завдяки мітці Чужого, Біллі Лерк не позначена його міткою: унаслідок подій Dishonored 2 вона може існувати у двох станах одночасно, у певному «викривленні», і завдяки цьому у змозі миттєво переміщатися з місця на місце — навіть крізь стіни. Вона користується кількома магічними артефактами: штучним «Оком Мертвого Бога», рукою, зібраною з уламків «порожнечі», і особливим ритуальним ножем з двома лезами, який одного разу був використаний, щоб створити з юнака того, хто стане згодом відомий, як Чужий. Після проходження гри має відкритися новий режим «Оригінальна Гра+», який дасть змогу гравцеві під час нового проходження використовувати деякі здібності (а саме Перенесення, Темний зір і Доміно) героїв попередньої гри — Корво та Емілі.

## Ігровий процес
Ігровий процес схожий на Dishonored і Dishonored 2. Персонаж Біллі Лурк оснащений коротким мечем. Якщо гравець підкрадається до ворога, він може швидко і тихо заколоти його до смерті. У гравця є й інше спорядження, наприклад, арбалет на зап'ясті, міни та гранати. Новинкою є гачкова міна, яка хапає ворога, що стоїть поруч, і збиває його з ніг, або ж може бути налаштована на вбивство.
Після першої місії гравець отримує доступ до трьох надприродних здібностей. На відміну від попередніх ігор серії, гравець не купує їх за "руни"; всі вони повністю розблоковані з самого початку. Використання цих здібностей коштує енергії, але, на відміну від попередніх ігор, енергія гравця повністю регенерується самостійно; немає ніяких витратних матеріалів для поповнення енергії.
Основною здатністю Лурк є "Переміщення", яка дозволяє їй встановлювати маркер у світі та телепортувати цей маркер, коли він знаходиться в полі її зору.  "Подібність" дозволяє гравцеві приймати обличчя живих неігрових персонажів і використовувати їх як тимчасове маскування, хоча він може прийняти обличчя персонажа лише один раз. Маскування витрачає енергію, коли гравець рухається, але не тоді, коли він стоїть на місці.  Використання Semblance на певних іменованих NPC може призвести до унікальних взаємодій. Завершення гри розблоковує режим "оригінальна гра плюс", де гравець отримує доступ до деяких здібностей, представлених у Dishonored 2.  Як і в попередніх іграх, гравець може збирати "кісткові талісмани", які розкидані по всіх рівнях. Носіння кісткового амулета забезпечує незначне покращення здібностей гравця.
Під час місій гравець може отримати додаткові "контракти" на чорних ринках, які є побічними місіями, що передбачають виконання таких завдань, як вбивство іншого персонажа . В одному з прикладів персонажу доручено вбити міма і зробити так, щоб це виглядало як самогубство .